# Accélération centripète

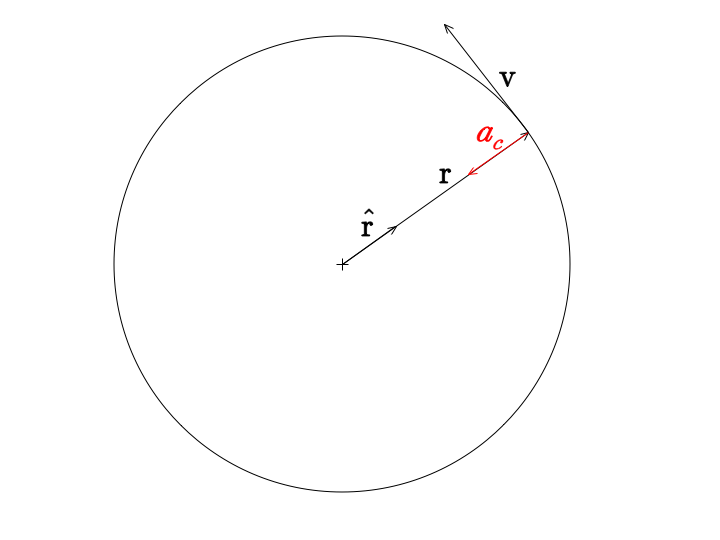
Vecteurs de position et d'accélération dans un mouvement circulaire

 (décembre 2024).
L'accélération centripète est l'accélération dirigée vers le centre, depuis un point en rotation autour d'un axe fixe. Si le point tourne autour du centre à une distance r et avec une vitesse angulaire {\displaystyle \omega } (en radians par seconde)  alors la grandeur de son accélération centripète est :
{\displaystyle a_{c}=v\omega =\omega ^{2}r={\frac {v^{2}}{r}}}
où {\displaystyle v} est la vitesse du point sur le cercle.
Intuitivement, l'accélération centripète est l'accélération qui impose un changement de direction en tous les points de la trajectoire et son intensité est proportionnelle à la fois à la vitesse linéaire {\displaystyle v} du mobile dont la direction doit changer (plus il va vite, plus sa trajectoire est difficile à changer), et à la «vitesse» à laquelle il change de direction, c'est-à-dire sa vitesse angulaire {\displaystyle \omega }.
En termes vectoriels on a :
{\displaystyle \mathbf {a} _{c}=-{\frac {v^{2}}{r}}{\hat {\mathbf {r} }}=-{\frac {v^{2}}{r}}{\frac {\mathbf {r} }{r}}=-\omega ^{2}\mathbf {r} }
où {\displaystyle \mathbf {r} } est le vecteur reliant le centre du cercle au point en rotation, {\displaystyle {\hat {\mathbf {r} }}=\mathbf {r} /r} est un vecteur unité de même direction que {\displaystyle \mathbf {r} } et {\displaystyle v} est la vitesse du point (la norme du vecteur vitesse {\displaystyle \mathbf {v} }).
Le signe - indique que l'accélération est dirigée vers le centre (à l'inverse du vecteur de position qui est dirigé vers le point.
Les notions de force centrifuge et de force de Coriolis sont liées à l'accélération centripète.